# Jan Fels
Jan Fels (23 december 1946) is een voormalig Nederlandse voetballer. Hij stond in het Nederlandse betaalde voetbal onder contract bij SVV.  

## Loopbaan
Fels begon te voetballen in de jeugd bij SVV waarna hij de overstap maakte naar de eerste elftal van SVV. Hij had in totaal 17 wedstrijden gespeeld en 1 doelpunt gemaakt in zijn voetbalcarrière. Fels beëindigde zijn voetbalcarrière in 1973.

## Erelijst
| Eerste divisie | 1x | 1968/69 |